# Brug 466
Brug 466 is een kunstwerk in Amsterdam-West. Alhoewel genummerd als brug is het een viaduct en/of tunnel afhankelijk van het standpunt.
Het viaduct is gelegen in het westen van de Jan van Galenstraat vlak voordat die de Ringweg Amsterdam (A10) / Einsteinweg kruist. Het is de noord-zuidverbinding tussen de James Rosskade en Dr. Jan van Breemenstraat.
De kruising was hier lang gelijkvloers. Door de aanleg van de ringweg, de nieuwe verbinding tussen de Haagseweg en Coentunnelweg, was een ongelijkvloerse kruising noodzakelijk. Volgens het ontwerp van Rijkswaterstaat werd de Jan van Galenstraat over de Ringweg gelegd. Hierdoor kreeg het stuk Jan van Galenstraat tussen de Robert Scottstraat en Jan Tooropstraat te maken met een verhoging in de vorm van een talud. Dit had weer tot gevolg dat de James Rosskade naar het zuiden toe dood zou lopen op dat talud.
Voor voetgangers en fietsers werd een tunnel geïntegreerd in het complex van viaducten. Zo kon er een verbinding gehandhaafd worden tussen het gebied ten noorden van de Jan van Galenstraat en het even zuidelijker gelegen Rembrandtpark zonder dat dat langzaam verkeer de Jan van Galenstraat moest oversteken. Eind 1967 begon men met de aanleg van het complex, in eerste instantie voor de relatief korte verlenging van de Einsteinweg tussen Bos en Lommerplein en Jan van Galenstraat. De kruising (brug 134P) werd in haar geheel geopend in 1972 toen ook het stuk Einsteinweg tot aan de Cornelis Lelylaan werd geopend. Brug 466 is rond 1971 opgeleverd.
<<< · 400 · 401 · 402 · 403 · 404 · 405 · 406 · 407 · 408 · 409 · 410 · 411 · 413 · 414 · 415 · 416 · 417 · 418 · 419 · 420 · 421 · 422 · 423 · 424 · 425 · 427 · 429 · 430 · 431 · 432 · 433 · 434 · 435 · 436 · 437 · 438 · 439 · 440 · 441 · 442 · 443 · 444 · 445 · 446 · 447 · 448 · 449 · 450 · 451 · 452 · 453 · 454 · 455 · 456 · 457 · 458 · 459 · 460 · 461 · 462 · 463 · 464 · 465 · 466 · 469 · 470 · 471 · 472 · 473 · 474 · 475 · 476 · 478 · 479 · 480 · 482 · 483 · 485 · 486 · 487 · 488 · 489 · 490 · 491 · 492 · 493 · 494 · 495 · 496 · 497 · 499 · >>>
Brugnummers 412, 426, 428, 467, 468, 477, 481, 484 en 498 zijn niet (meer) vergeven.